# Пуерториканска амазона
Пуерториканската амазона (Amazona vittata) е вид птица от семейство Папагалови (Psittacidae). Видът е критично застрашен от изчезване.

## Разпространение и местообитание
Разпространен е в Пуерто Рико.